# Hermann Schwammenhöfer

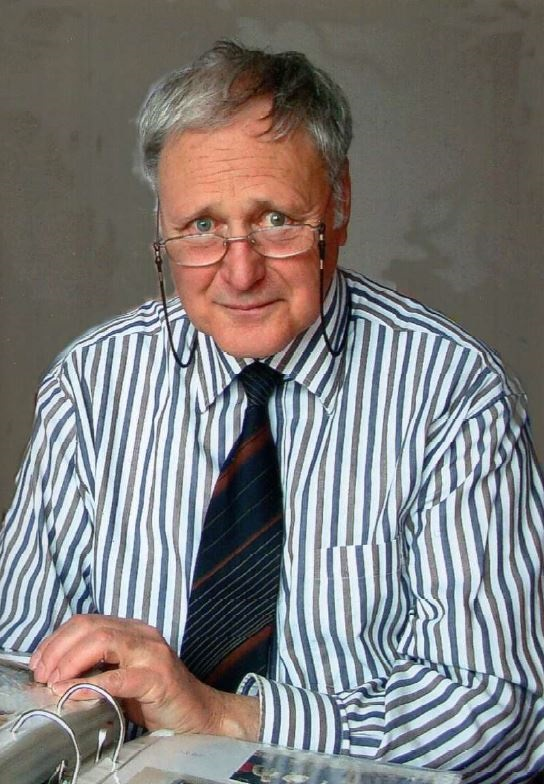
Hermann Schwammenhöfer

Hermann Schwammenhöfer (* 2. Jänner 1940) ist ein österreichischer Archäologe und ehemaliger Personalreferent des Bundesministerium für Landesverteidigung.

## Leben
Hermann Schwammenhöfer wurde am 2. Januar 1940 in Wien geboren. Er war Personalreferent im Bundesministerium für Landesverteidigung, erlangte den Amtstitel Hofrat und ging am 1. Februar 2000 in den Ruhestand.
Schwammenhöfer beschäftigt sich seit 1967 gemeinsam mit seiner Frau Lieselotte mit der archäologischen und prähistorischen Erforschung zahlreicher Orte in ganz Niederösterreich. In dieser Funktion war er auch freier Mitarbeiter des Österreichischen Bundesdenkmalamts, Abteilung Bodendenkmalpflege und Leiter zahlreicher archäologischer Grabungen in Niederösterreich.
Gemeinsam mit seiner Frau führte er die „archäologische Landesaufnahme“, also die Aufnahme ur- und frühgeschichtlicher Siedlungsplätze, in ganz Niederösterreich durch. An die 4000 längst vergangener Siedlungsplätze aus der Jungsteinzeit, Bronzezeit, der Hallstattzeit sowie von den Kelten, Germanen, Slaven und Babenbergerzeit zeugen von einer bewegten Vergangenheit Niederösterreichs.
Ab 1979 war er auch als Volkshochschuldozent an der Volkshochschule Wiener Urania und seit 1990 an der Volkshochschule Mariahilf tätig. Schwammenhöfer teilte seither sein Wissen in über 1500 Vorträgen über Archäologie. Als archäologischer Reiseleiter führten ihn circa 50 archäologische Reisen von Europa bis nach Indien.
Hermann Schwammenhöfer hat die Erkenntnisse seiner über fünfzigjährigen Forschungstätigkeit in einer umfangreichen, frei verfügbaren Schriftenreihe veröffentlicht.

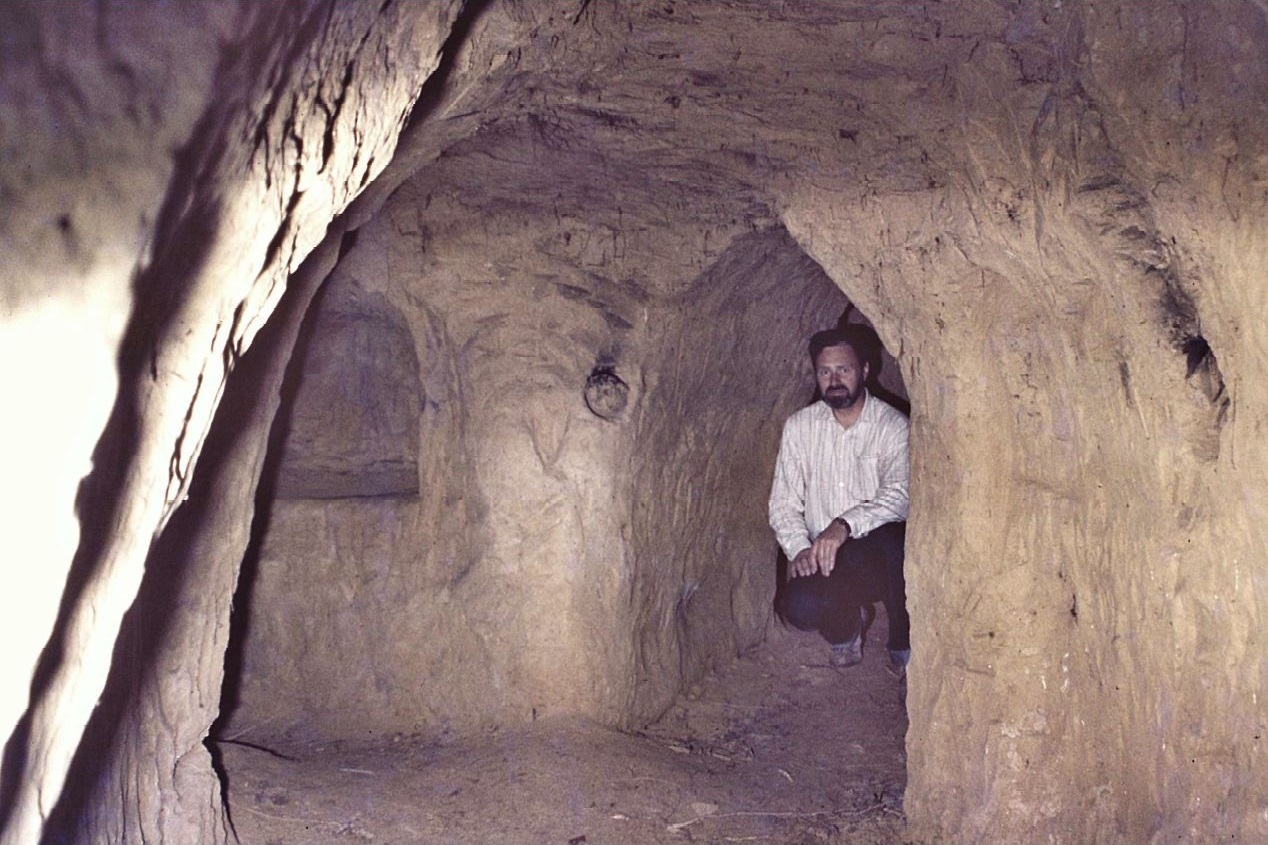
Hermann Schwammenhöfer in einer Schwedenhöhle, 1986

## Schriften (Auswahl)
- Lehrbehelf für das „Archäologische Praktikum“ (Eigenverlag, Wien 1988, Grundlage für die nachfolgenden, detaillierteren Werke)
- Archäologie im Ostreich (67 Seiten Manuskript, Eigenverlag Wien 1994)
- Römerstraßen und Wege im Wienerwald (340 Seiten, Eigenverlag, Wien 2020)
- Archäologische Denkmale Weinviertel (825 Seiten, Eigenverlag, Wien 2020)
- Archäologische Denkmale Viertel ober dem Wienerwald. Teil 1 (417 Seiten, Eigenverlag, Wien 2020)
- Archäologische Denkmale Viertel ober dem Wienerwald. Teil 2 (414 Seiten, Eigenverlag, Wien 2020)
- Archäologische Denkmale Waldviertel (680 Seiten, Eigenverlag, Wien 2021)
- Archäologische Denkmale Viertel unter dem Wienerwald Teil 1 (455 Seiten, Eigenverlag, Wien 2021)
- Archäologische Denkmale Viertel unter dem Wienerwald Teil 2 (453 Seiten, Eigenverlag, Wien 2021)
- Awarennekropole in Mödling – Fotodokumentation (263 Seiten, Eigenverlag, Wien 2022)